# Cratere Abington
Abington  è un cratere sulla superficie di Venere.
Il cratere è intitolato all'attrice teatrale inglese Frances Abington.